# Jättegunnera
Jättegunnera (Gunnera manicata) är en gunneraväxtart som beskrevs av Jean Jules Linden. Gunnera manicata ingår i släktet gunneror, och familjen gunneraväxter. Inga underarter finns listade.

## Bildgalleri

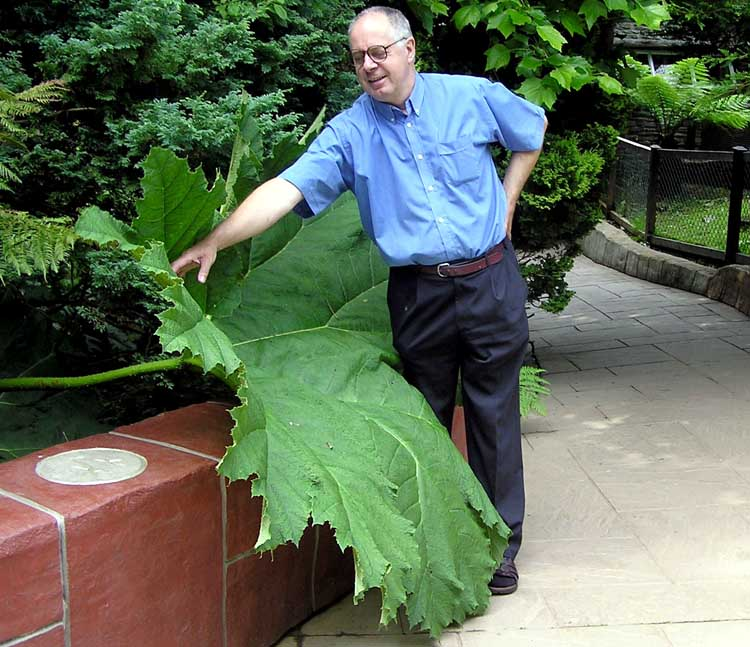